# Skagen 72
|  | Denne artikel er oprettet af botten PalnaBot ud fra en ekstern database. Den kan derfor have sproglige fejl eller mangler. Denne skabelon kan fjernes efter kontrol af indholdet. |

Skagen 72 er en dokumentarfilm fra 1973 instrueret af Claus Weeke.

## Handling
Beskrivelse af Skagen og den massive magt sandet og havet har over området. Om hvordan sandet gennem årene har udslettet landskaber og bygninger, selv Nordjyllands største kirke er blevet opslugt af sandet.